# Повесть о латышском стрелке
«Повесть о латышском стрелке» — художественный фильм режиссёра Павла Арманда, снятый на Рижской киностудии в 1958 году.
Вторая часть дилогии о герое революции Яне Фабрициусе, начатой фильмом «За лебединой стаей облаков».

## Сюжет
В фильме на примере судьбы пламенного революционера Мартина Венты и простого солдата Яниса Пипарса показан путь, пройденный латышскими стрелками в период между двух революций.
Авторы взяли за основу сюжета большевизацию личного состава этого воинского подразделения, уделяя повышенное внимание роли Якова Свердлова — члена Военно-Революционного Центра, созданного для руководства восстанием.

## В ролях
- Валдемар Зандберг — Мартин Вента
- Эдуард Павулс — Янис Пипарс
- Рита Мейране — Зелма
- Харий Авенс — Майзитис
- Альфред Видениекс — Эзеринь
- Александр Кутепов — Свердлов
- Янис Зенне — Берзиньш
- Артур Калейс — Радко-Дмитриев
- Роберт Лигерс — Янис Саулитис
- Арнольд Мильбретс — Милзис
- Роберт Мустапс — Рудзитис
- Гунар Плаценс — Аугустс Цауна
- Жанис Приекулис — Отто Карклиньш
- Эдуардс Салдукснис — стрелок
- Зигрида Стунгуре — Марта
- Петерис Цепурниекс — фельдфебель
- Улдис Кошкинс — Эглонс
- Я. Томсон — Лаймон Вента

Кадр из фильма

- Николай Мурниекс — эпизод (нет в титрах)

## Съёмочная группа
- Авторы сценария: Юлий Ванагс, Семён Нагорный
- Режиссёр-постановщик: Павел Арманд
- Оператор-постановщик: Марис Рудзитис
- Композитор: Адольф Скулте
- Художники-постановщики: Герберт Ликумс, Виктор Шильдкнехт
- Звукооператоры: Волдемар Блумберг, Глеб Коротеев
- Дирижёр: Леонид Вигнер
- Режиссёр: Роланд Калныньш
- Режиссёр-педагог: Юрий Юровский
- Оператор: Гунарс Индриксонс
- Художник по костюмам: Аустра Мелнаре
- Художник-гримёр: Валентина Кузнецова
- Оператор комбинированных съёмок: Эдгар Аугстс
- Художник комбинированных съёмок: Виктор Шильдкнехт
- Директор: Марк Цирельсон